# Salomon und die Königin von Saba
Salomon und die Königin von Saba ist ein Monumentalfilm aus dem Jahr 1959. Als Grundlage dient die biblische Geschichte des Königs Salomo, des Sohns von König David.

## Handlung
Als König David im Sterben liegt, übergibt er die Krone Israels nicht an seinen ältesten Sohn, den kriegerischen Adonijah, sondern an seinen jüngeren, friedfertigen Sohn Salomon. Adonijah fühlt sich hintergangen und übernimmt nur widerwillig die untergeordnete Stellung des Heerführers. Unter Salomon erblüht das Reich in einer langen Friedensperiode, besonders seine Weisheit und Gerechtigkeit wird vom Volk bewundert.
Eine Verschwörung der umliegenden Königreiche unter Führung des ägyptischen Pharaos führt eines Tages die verschlagene Königin von Saba in die Hauptstadt Jerusalem. Diese soll herausfinden, wo die Schwachstelle in Salomons mächtigem Reich liegt. Unter dem Vorwand, von Salomon lernen zu wollen, spioniert sie ihn und seine Umgebung aus. Die anfängliche Verlogenheit dieses Ansinnens wandelt sich jedoch schnell in echte Bewunderung und schließlich Liebe. Salomon, der weiß, dass er der Königin von Saba eigentlich nicht trauen kann, erliegt seinerseits ihren weiblichen Reizen.
Über die Liebe vergisst Salomon seine Gottesfurcht und ignoriert seine Berater, insbesondere den Propheten Natan, der ihn vor allzu vielen Zugeständnissen gegenüber der heidnischen Göttern frönenden Königin von Saba warnt. Diese hat längst erkannt, dass genau darin die Schwachstelle Salomons liegt. Trotz großer Zerrissenheit zwischen der Liebe zu Salomon und ihrem Pakt mit dem Pharao überredet sie Salomon schließlich, ihr ein heidnisches Fest auf einem heiligen jüdischen Berg zu gewähren. Blind vor Liebe erlaubt er den Frevel. Mitten in das laszive Fest zerschmettern mächtige Blitze das angebetete Götzenbild und auch den Tempel Jerusalems. Hierbei stirbt Abishag, die Salomon in reiner Liebe zugetan war.
Obwohl Salomon, derart von Gott gerichtet, sein Irrtum bewusst wird und er ihn zutiefst bedauert, wendet sich das gläubige Volk von Israel von ihm ab, das Land der 12 Stämme zerfällt. Adonijah, der seine Stunde gekommen sieht, verrät seinen Bruder und schließt sich dem Pharao an, der seine Armee mobilisiert, um das geschwächte Israel anzugreifen. Mit einem Rest treuer Soldaten marschiert Salomon dem übermächtigen Heer entgegen, wird geschlagen und muss sich zurückziehen. In der Stunde der sicheren Niederlage geht schließlich die Königin von Saba, von ihrem Gewissen geplagt, in den zerstörten Tempel und betet zum Gott Israels um Vergebung für Salomon. Auch verspricht sie, ihr Volk vom Heidentum zu befreien.
Daraufhin widerfährt Salomon und einem letzten Verbund von Soldaten ein Wunder. Mit neuem Mut und einer kriegerischen List gelingt es doch noch, die Ägypter zu schlagen. Als Salomon triumphal nach Jerusalem einkehrt, hat sich Adonijah, der Salomon tot wähnt, bereits als König ausgerufen und die Königin von Saba vom wütenden Pöbel steinigen lassen. Salomon tritt Adonijah gegenüber und tötet ihn im Zweikampf. Dann tritt er mit dem leblosen Körper der Königin in den Tempel, und durch ein weiteres Wunder erwacht sie zu neuem Leben.

## Hintergrund
Die Geschichte über Salomon, entnommen aus dem Alten Testament dient nur als Grundgerüst. Der Großteil der Geschichte, insbesondere die Beziehung zur Königin von Saba ist erfunden. Zwar wird sie im Zusammenhang mit Salomon in 1 Kön 10,1–13  erwähnt, jedoch ist dort lediglich von einem Besuch die Rede und davon, dass sie von seiner Weisheit beeindruckt gewesen sei. Rein wissenschaftlich ist über die historische Figur der Königin von Saba praktisch nichts bekannt, es ist nicht einmal sicher, ob sie wirklich Königin war.
Im Film verarbeitet ist die berühmte, in der Bibel erzählte Geschichte über eine Rechtsprechung Salomons. Zwei Frauen treten vor seinen Thron, und behaupten beide, der Säugling, der vor die Füße Salomons gelegt wird, sei ihr Sohn. Salomon lässt sich daraufhin ein Schwert bringen und befiehlt, man solle das Baby in zwei Teile teilen. Als eine der Frauen sich daraufhin schützend über das Kind beugt und den König anfleht, er solle das Kind der anderen Frau geben, lässt Salomon das Schwert wegstecken und erklärt, dass nur diese Frau die Mutter des Kindes sein könne, da sie das Kind lieber weggegeben hätte, als es sterben zu sehen. Das aus dem Sprachgebrauch bekannte geflügelte Wort Salomonisches Urteil als Bezeichnung für ein besonders weises Urteil bezieht sich hierauf.

## Cineastisches
Für Regisseur King Vidor, der 1979 mit dem Ehrenoscar ausgezeichnet wurde, war es der letzte große Kinofilm. Der Film gilt als einer der aufwendigsten Filme seiner Laufbahn, wurde jedoch kein Kassenerfolg.
Die Rolle des Salomon übernahm zunächst Tyrone Power. Er erlitt jedoch während einer Fechtszene mit Filmpartner George Sanders, dessen vermeintliche Ungeschicktheit zu mehrfacher Wiederholung der Aufnahme führte, einen Herzanfall und starb noch am Set. Die Szenen mit Tyrone Power wurden daraufhin mit Yul Brynner neu gedreht.

## Synchronisation
- Salomon: Klaus Miedel
- Königin von Saba: Gisela Trowe
- Adonija: Siegfried Schürenberg
- Abischag: Marion Degler
- Pharao: Wolfgang Lukschy
- Joab: Horst Niendorf
- David: Eduard Wandrey
- Baltor: Arnold Marquis
- Nathan: Robert Klupp
- Josiah: Siegmar Schneider
- Takyan: Elfe Schneider
- Hezrai: Paul Wagner
- Zadok: Gerd Frickhöffer
- Bayan: Friedrich Schoenfelder
- General: Knut Hartwig
- Sittar: Heinz Petruo
- König Aegon: Helmuth Grube
- Kurier: Toni Herbert
- Erzähler: Paul Edwin Roth

## Kritiken
„Schlachtgetümmel und veräußerlichtes Liebesgeplänkel ohne menschliche Leidenschaften und religiöse Substanz werden zwar inszenatorisch geschickt ins Bild gerückt, lassen aber über die monumentale Unterhaltungsschau hinaus unbeteiligt.“

„Salomon und die Königin von Saba" mit seiner wunderschönen Liebesgeschichte und seinen beeindruckenden Kampfszenen ist ein Meisterwerk des Monumentalfilms.“

„Teure Schnulze aus vorchristlicher Zeit, bei der die Bibel bei den Recherchen kaum als Quelle gedient hat.“